# Сакао (Санма, Вануату)
Сакао, відомий також  як Латі або Ладі, є незаселеним островом у Вануату. Він розташований біля північно-східного берега найбільшого острова Вануату Еспіриту-Санто в провінції Санма і біля південно-східного берега другого за величиною острова Вануату Малекула. Свою назву острів отримав від мови сакао, якою розмовляють у сусідньому районі Порт-Олрі. 

## Ім'я
Назва Сакао є екзонімом, що означає «кораловий риф» від протоокеанічного *sakaRu. Рідна назва Lathi або Laðhi походить від слова Sakao невідомого походження.

## Дивись також
- Список островів Вануату